# Јелена Антонијевић
Јелена Антонијевић (Кикинда, 2. октобар 1965) српска је глумица и асистент режије у Српском народном позоришту.
Дипломирала је глуму на Академији уметности у Новом Саду, у класи проф. Боре Драшковића, убрзо постаје стална чланица Српског народног позоришта, где је одиграла низ запажених улога. Од  2002. године, ради и као помоћник режије у драми Српског народног позоришта, док од 2006. године као пројекат Савеза драмских уметника Војводине и Српског народног позоришта води „Позоришне маштарије“, тј. позоришну радионицу за децу основношколског узраста.

## Одабране представе
- Ујеж
- Била једном једна земља
- Свијет могућности
- Мефисто
- На Дрини ћуприја
- Госпођа министарка
- Ивона, бургундска кнегиња

## Филмографија
- ТВ театар (2007)
- Вере и завере (2016)
- Државни посао (2018)